# Cesta hrdinov SNP

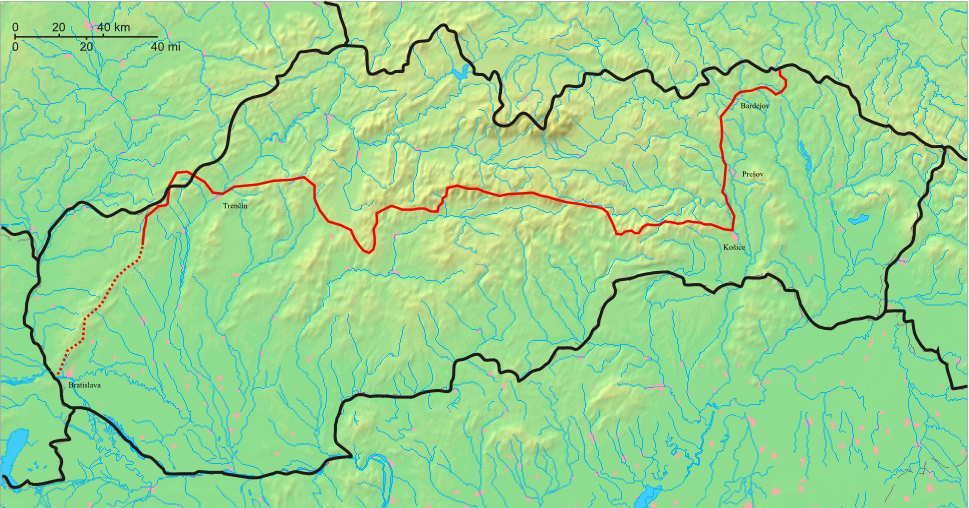
Przebieg szlaku (linia ciągła; kropkami zaznaczony Szlak Generała Štefánika)

Cesta hrdinov SNP (pol. Szlak Bohaterów SNP; SNP – Slovenské národné povstanie, pol. Słowackie powstanie narodowe) – najdłuższy znakowany szlak turystyczny na Słowacji. Biegnie przez większość miejsc, w których toczyły się najważniejsze boje w czasach słowackiego powstania narodowego w 1944 r. oraz w trakcie wyzwalania Słowacji spod panowania niemieckiego w latach 1944-1945.

## Przebieg szlaku
Szlak przecina praktycznie całą Słowację z północnego wschodu na południowy zachód. Zaczyna się na Przełęczy Dukielskiej, wokół której toczyły się krwawe boje jesienią 1944 r., po czym biegnie m.in. przez Beskid Niski, Góry Czerchowskie, Rudawy Gemerskie, Niżne Tatry, Wielką Fatrę, Góry Kremnickie, Żar, Góry Strażowskie, Kotlinę Trenczyńską i Białe Karpaty. Zasadniczy odcinek szlaku kończy się na szczycie Bradlo na Pogórzu Myjawskim, gdzie znajduje się monumentalna mogiła Milana Rastislava Štefánika. Dalszy ciąg, pod nazwą Szlaku Generała Štefánika, biegnie przez Małe Karpaty i ostatecznie kończy się na wzgórzu zamkowym Devín nad Dunajem.
Dodatkowo, do Przełęczy Dukielskiej można dojść słowackim szlakiem, znakowanym w taki sam sposób, to jest na czerwono, od trójstyku polsko-słowacko-ukraińskiego na Krzemieńcu (Kremenarosie), „przedłużając” w ten sposób szlak na całą Słowację. Szlak ten idzie cały czas granicą polsko-słowacką.

## Opis szlaku

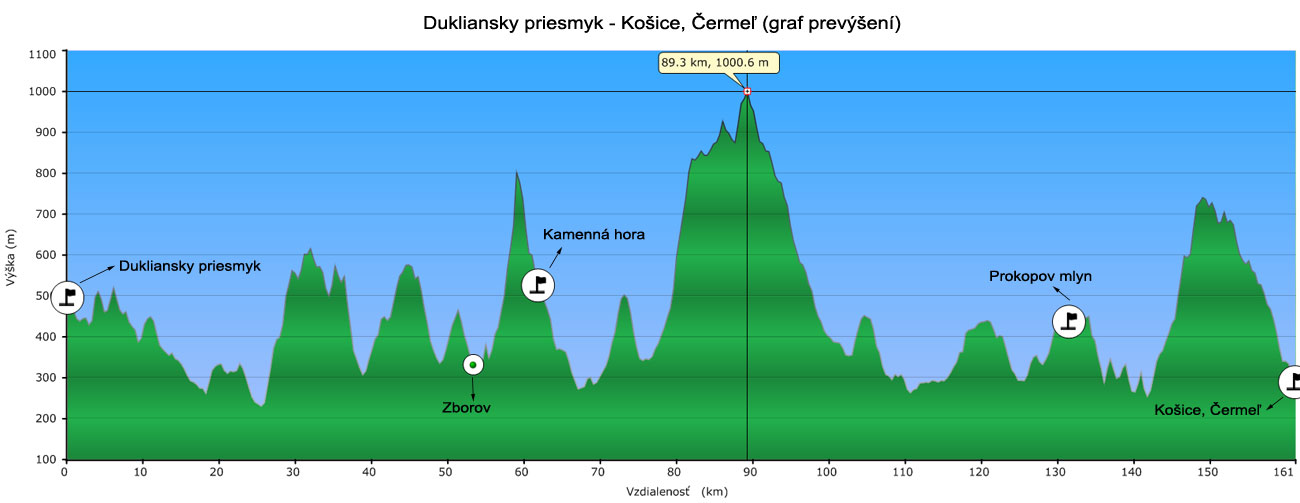
Profil trasy Dukla – Čermeľ

Szlak Bohaterów SNP się zaczyna (albo kończy) na Przełęczy Dukielskiej, gdzie z Polski przez przejście graniczne dochodzą na przykład szlaki turystyczne E8 i E3. Oznaczony na czerwono Szlak Bohaterów SNP kroczy przez odbicie na punkt widokowy im. Ludvíka Svobody, koło cmentarza i pomnika dukielskiego wokół Komorników Wyżnych, stąd górami przez Medvedie, Vyšną Pisaną, Nižną Pisaną i doliną potoku Kapišovka, tak zwaną „Doliną Śmierci“, gdzie pod koniec października 1944 toczyły się ciężkie walki. Stąd znów górami, a przez Nižną Jedľovą prowadzi szlak aż do Svidníka koło pomnika i cmentarza, gdzie jest pochowanych 9000 żołnierzy radzieckich, którzy polegli przy wyzwalaniu wschodniej Słowacji. 

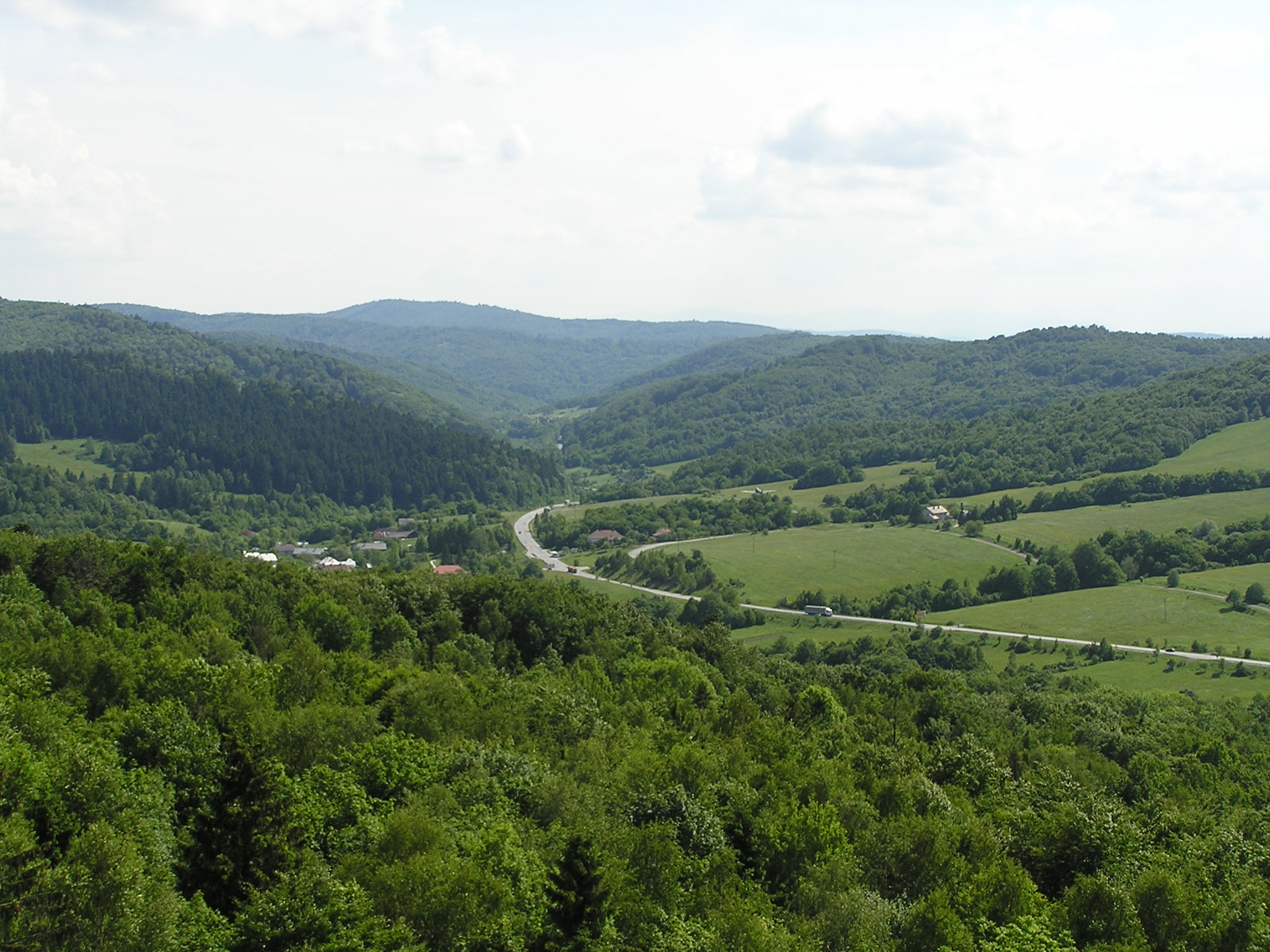
Widok na Komorniki Wyżne z punktu widokowego im. Ludvíka Svobody.

 Na drugiej stronie miasta szlak przechodzi koło wystawy muzeum kultury ukraińskiej i rusińskiej, wychodzi na szczyt Čiernej hory skąd kroczy grzbietem przez Makovické sedlo i trawersuje wzgórze Makovica do wsi Kurimka. Stąd droga kroczy lasem na Kohútov i Spálený vrch do Andrejovej, gdzie znowu wraca w góry, przechodzi koło ruin zamku Zborov do wsi o tej samej nazwie. Tam zaczyna iść ku Stebníckiej Magurze, skąd szlak lekko schodzi do Bardejowa-Zdroju, dalej lasem przechodzi do Bardejowa. Z miasta idzie drogą asfaltową na Miháľov, a stąd tak samo drogą kroczy przez osadę Kľušovská Zábava. Szlak idzie dalej asfaltem aż do Hervartova, gdzie przechodzi koło zabytkowego drewnianego kościółka i wchodzi do lasu w stronę wzgórza zwanego Žobrák, przez Bukový vrch na szczyt Čergova. Następnie stopniowo schodzi do Terňi, skąd przechodzi przełęczą pod Lysą Strážą do Wielkiego Szarysza. Stamtąd częściowo lasem i drogami kroczy koło Preszowa, przez Cemjatą do Radatic. Szlak turystyczny idzie dalej przez Ľubovec aż do Pustego mlynu w dorzeczu potoku Sopotnica niedaleko Sedlic, potem schodzi do Kysaku. Z tego ważnego skrzyżowania kolejowego trasa turystyczna wkracza w Rudawy Słowackie na Vysoký vrch koło ciekawej skały – Jánošíkovej bašty, przez szczyt Čečatová do Kavečan, gdzie przechodzi koło płotu miejscowego zoo. Tu na granicy koszyckiej dzielnicy Sever skręca koło terenów rekreacyjnych w Črmeľu na Kamenný hrb i prowadzi do ośrodka turystycznego Jahodná. Odtąd wiedzie głównym grzbietem Pasma Kojszowskiej Hali przez Predné holisko i Idčianske sedlo do schroniska Erika pod Kojszowską Halą.

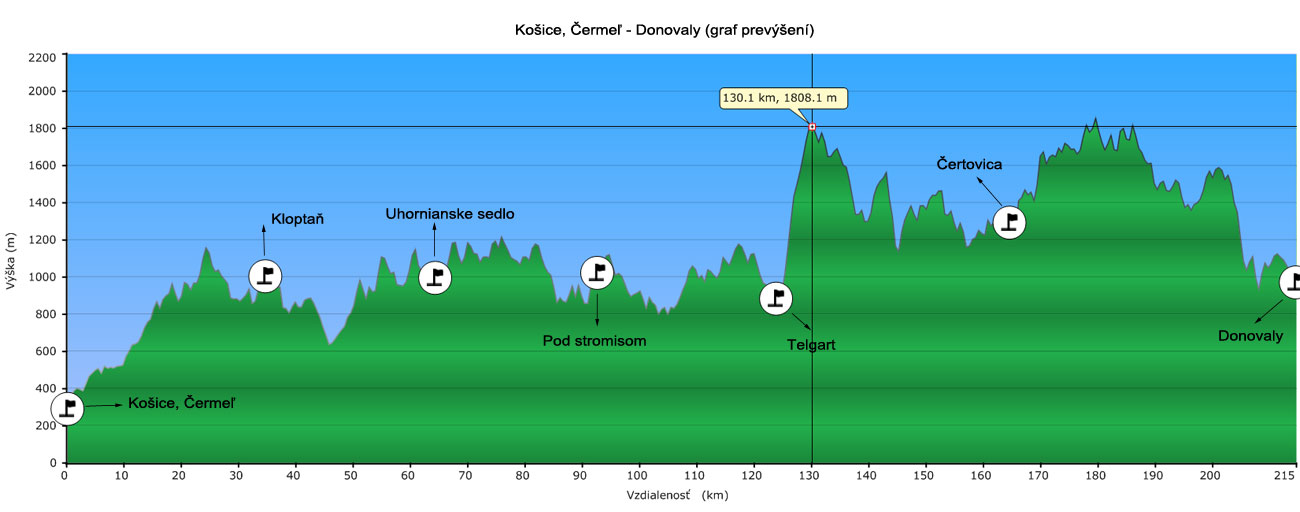
Profil trasy Čermeľ – Donovaly

Stąd szlak przez Biely kameň idzie na Kloptáň. Z jej szczytu systematycznie schodzi przez sedlo Jedľovec do miejscowości Štós-kúpele. Tu ostro skręca na południe ku Osadníkowi, za którym kontynuuje na północny zachód głównym grzbietem Gór Wołowskich. Idzie więc przez Pipitkę, Úhornianske sedlo, Biele skaly i Sedlo Krivé, w większości lasami, aż na górę Skalisko, pod którą można przenocować w schronisku. Ze Skaliska idzie szlak turystyczny dalej przez szczyt Kukla na Dobšinský kopec, nad zbiornikiem wodnym Palcmanská Maša koło Dedinek. Stąd przez malownicze zbocze Słowackiego Raju na Čuntavę i dalej przez przełęcz Besník do Telgártu.

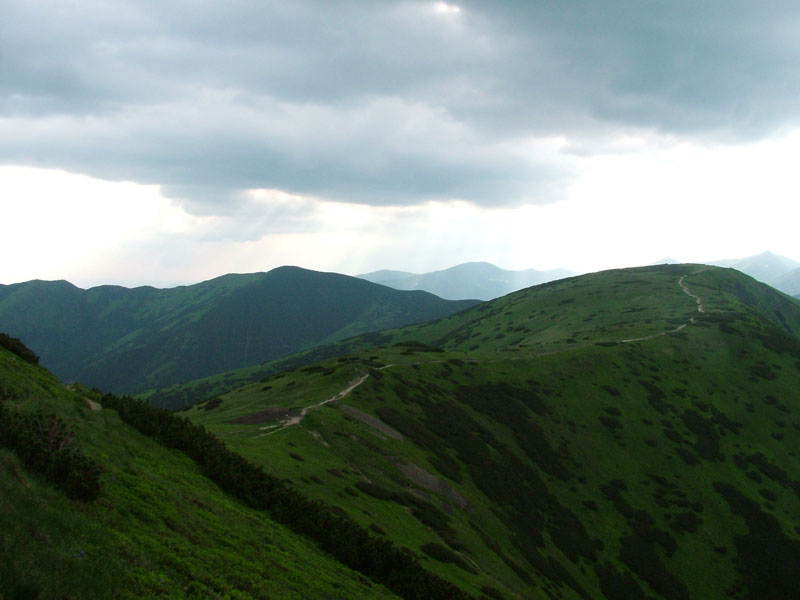
Widok na grzbiet Niżnych Tatr

 Z Telgártu, znanego miejsca walk podczas SNP, wspina się szlak ponad 1000 m na owianą legendą Kráľovą hoľę, gdzie zaczyna się jeden z najpiękniejszych odcinków grzbietem Niżnych Tatr. Od przekaźnika na szczycie Kráľovej hoľi kroczy oznaczony na czerwono szlak przez Orlovą, Ždiarske sedlo, koło schronu Andrejcová, przez przełęcz Priehybka na Veľkiej Vápenicy i przełęcz Priehyba na Zadną hoľę. Przez Homôlkę kontynuuje kolo schronu Ramža i Bacúšske sedlo aż do górskiej przełęczy Czertowica, gdzie ostro schodzi pod wyciągi narciarskie na Lajštroch i przez Kumštové sedlo dochodzi do Schroniska Štefánika pod Dziumbierem.

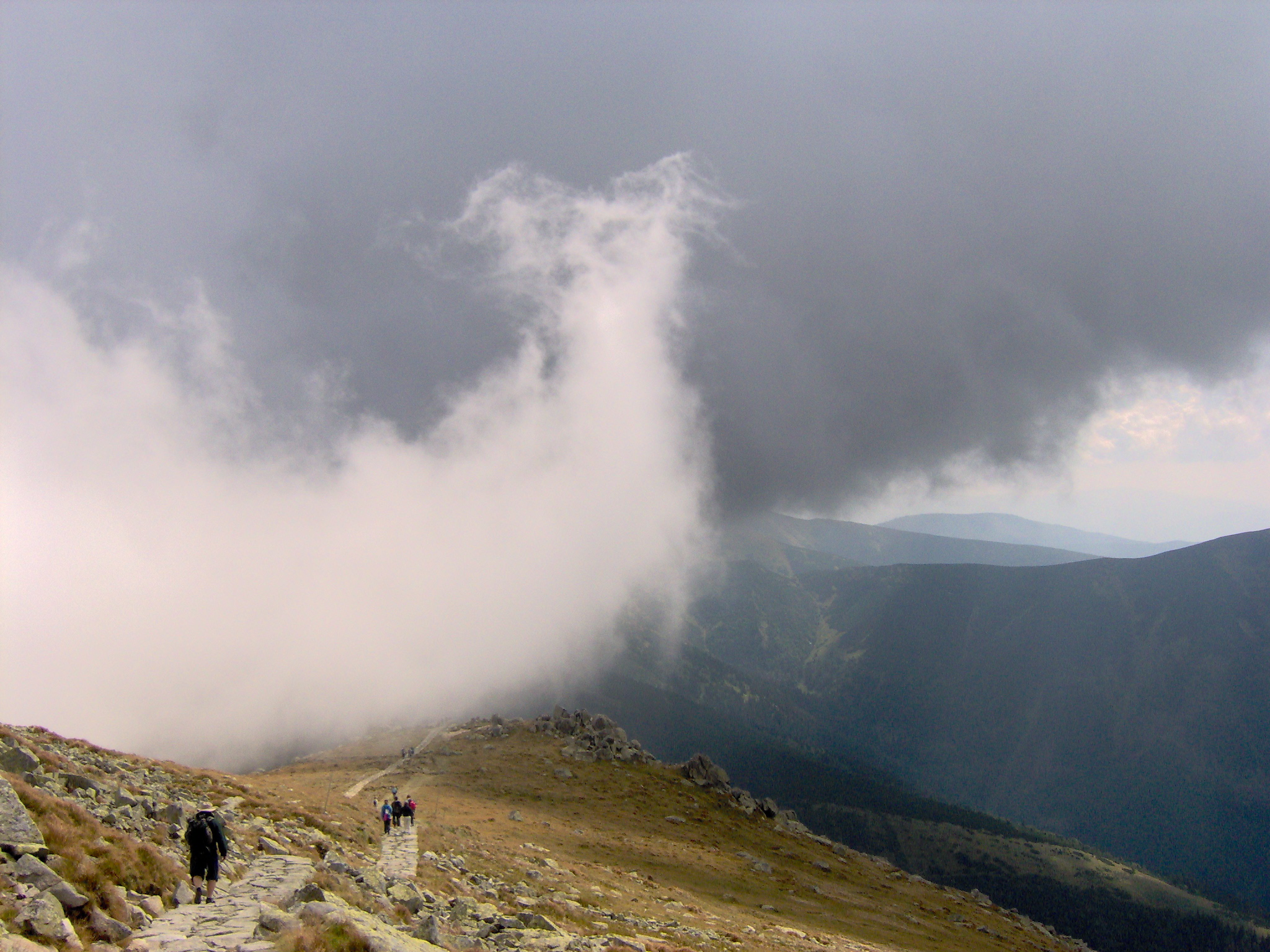
Szlak Bohaterów SNP między Chopokiem a Dziumbierem.

 Trasa tylko okrąża szczyt i kontynuuje w kierunku na Chopok koło Kamiennej chaty pod Chopokiem na Poľanę, przez Kotliská na Chabenec i Przełęcz Dziurkowej, niedaleko której znajduje się schronisko Ďurková (Dziurkowa). Stamtąd wchodzi szlak turystyczny na Ďurková, kroczy przez Latiborską Halę na przełęcz pod Skalkou skąd wychodzi na Wielką Chochulę i Prašivą, po czym schodzi 552 m na Przełęcz Hiadelską. Stamtąd znowu wznosi się na Kozí chrbát i Kečkę w Górach Starohorskich, po czym schodzi na Przełęcz Donowalską w Donowalach, skąd wchodzi w Wielką Fatrę.

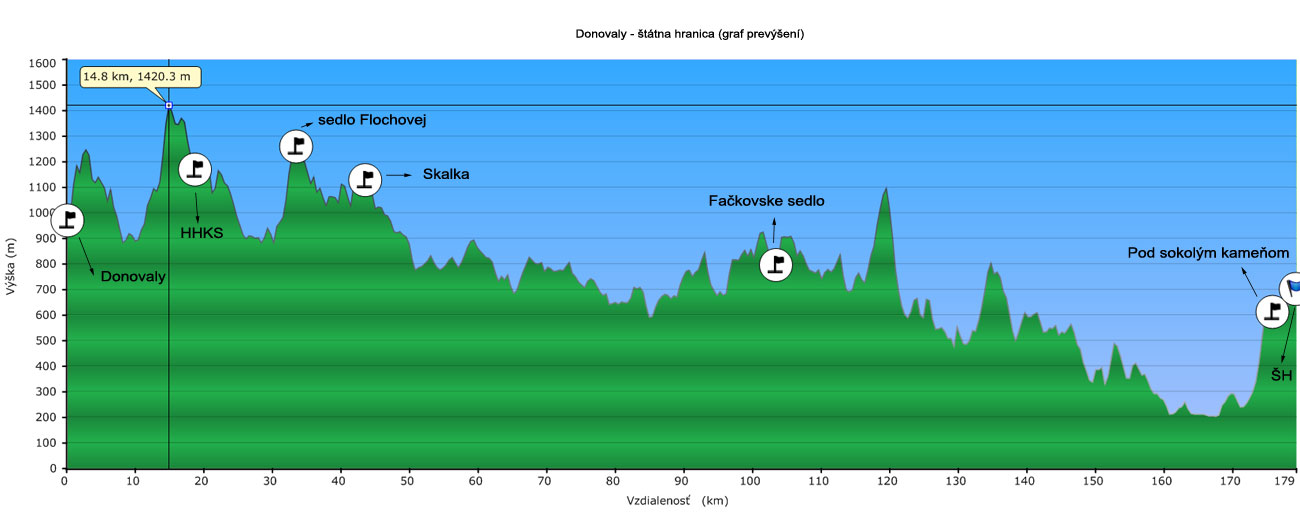
Profil trasy Donovaly – granica SK/CZ

Z Donovalów, gdzie podczas SNP wycofujący się powstańcy porzucili resztki swojej broni ciężkiej, wchodzi szlak 422 m na szczyt Zwolenia i kroczy dalej grzbietem przez przełęcz Veľký Šturec i Prašnícke sedlo na szczyt Krížna. Stamtąd idzie na Kráľovą studňię, gdzie przechodzi lasem koło hotelu górskiego Kráľova studňa i trawersuje Krásny kopec. Przechodzi przełęczą Malý Šturec na Svrčinník i stale grzbietem aż do Kordíckiego sedla przez Vyhnatovą na Skalkę pri Kremnicy. Niedaleko od przekaźnika Suchá hora skręca na Krahule, gdzie schodzi do doliny i kontynuuje asfaltem przez Kremnické Bane aż do Kunešova, skąd łąkami wchodzi na Vysoką i Bralovą skalę, skąd schodzi i koło Sklenego trawersuje Horeňovo i idzie dalej na Chrenovské lazy i Prostredný vrch.

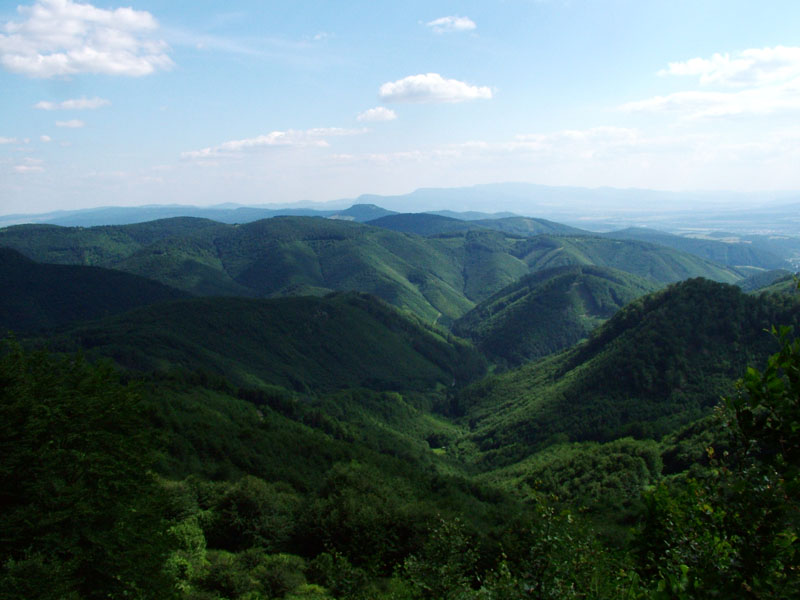
Widok na Strážovské vrchy

 Szlak idzie dalej na Žiare, Vyšehrad i przez Vyšehradské sedlo kroczy łąkami i lasem przez Hadvigę i Holice aż do Fačkovskiego sedla, gdzie okrąża majestatyczny Kľak. Z przełęczy szlak nejpierw ostro wspina się na szczyt Priečnej, a następnie schodzi do Čičmany. Z Čičmanów szlak wiedzie ostro pod górę na Strážov. Z najwyższego szczytu Gór Strażowskich Szlak Bohaterów SNP schodzi do wsi Zliechov, stąd górą do wsi Kopec, stamtąd wchodzi na Vápeč. Z tego szczytu szlak widzie ostro w dół do wsi Horná Poruba skąd lekkim trawersem idzie przez Omšenską Babę aż do Trenczyńskich Cieplic. Z tamtejszego ośrodka zdrojowego przechodzi szlak lasem do Kubry, dzielnicy Trenczyna. W mieście Szlak Bohaterów SNP przechodzi mostem drogowym przez Wag i przez dzielnicę Zlatovce wiedzie do Drietomy, gdzie zaczyna wchodzić na Sokolí Kameň i Kykulę. Stamtąd przez chwile widzie przez Mikulčin vrch terytorium Republiki Czeskiej, a na terytorium słowackie wraca niedaleko szczytu Wielkiej Jaworzyny.

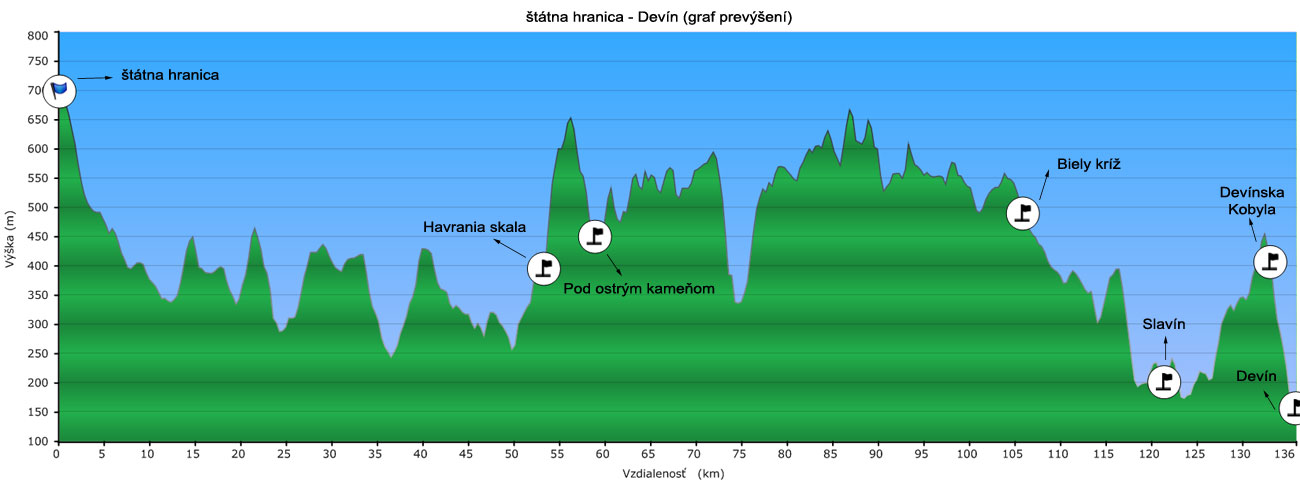
Profil trasy granica SK/CZ – Devín

Szlak idzie dalej przez Čupec i Vrch Slobodných (Szczyt Wolnych) do Myjavy i Polianki, skąd wchodzi na swój punkt końcowy – Bradlo, na którym znajduje się Mogiła Štefánika.
Stąd czerwony szlak już jako Szlak Generała Štefánika idzie przez wsie Brezová pod Bradlom i Dobra Woda oraz grzbietem Małych Karpat przez Záruby, Vápenną, Pezinską Babę, Kamzík i Devínska Kobylę na Devín.

## Informacje turystyczne
Długość Szlaku Bohaterów SNP wynosi ok. 750 km. Znakowany jest w terenie standardowymi znakami   w kolorze czerwonym. Ze względu na ukształtowanie terenów, którymi szlak w większości przebiega (szereg grup górskich, należących do Karpat Zachodnich), Cesta hrdinov SNP traktowana jest jako szlak górski. Jej najwyższym punktem jest rozdroże szlaków pod szczytem Chopoka w Niżnych Tatrach (2010 m n.p.m.). Najniższym – końcowy punkt szlaku na wzgórzu Devín (145 m n.p.m.). Na większej części przebiegu szlakiem tym biegnie na terenie Słowacji europejski długodystansowy szlak pieszy E8. Czas przejścia całego szlaku określany jest na ok. 205 godzin (25-28 dni marszu).
Jeśli dodać czerwony szlak Krzemieniec – Przełęcz Dukielska (ok. 30 godzin – 4 dni marszu), otrzymujemy ok. 235 godzin (29-34 dni marszu).

### Czasy przejść
Tabela obejmuje czerwony szlak Nová Sedlica – Krzemieniec – Przełęcz Dukielska, właściwy Szlak Bohaterów SPN, a także Szlak Generała Štefánika.
| Odcinek | Wysokość końca odcinka (m n.p.m.) | Czas     | Przewyższenie (+/- m) | Odległość (km) |
| --- | --------------------------------- | -------- | --------------------- | -------------- |
| Nová Sedlica (421 m n.p.m.) – Krzemieniec (Kremenaros, słow. Kremenec)                                      | 1221                              | 3 h 45'  |                       |                |
| Krzemieniec – Czerteż (słow. Čerťaž)                                                                        | 1071                              | 1 h 15'  |                       |                |
| Czerteż – Riaba Skała (Rabia Skała, słow. Rabia skala)                                                      | 1199                              | 2 h 10'  |                       |                |
| Riaba Skała – Okrąglik (słow. Kruhliak)                                                                     | 1101                              | 2 h 30'  |                       |                |
| Okrąglik – Przełęcz nad Roztokami Górnymi (słow. Ruské Sedlo)                                               | 801                               | 1 h      |                       |                |
| Przełęcz nad Roztokami Górnymi – Balnica                                                                    | 704                               | 3 h 40'  |                       |                |
| Balnica – Wysoki Groń (słow. Vysoký Grúň)                                                                   | 902                               | 2 h 50'  |                       |                |
| Wysoki Groń – Przełęcz Łupkowska (słow. Lupkovský priesmyk)                                                 | 640                               | 2 h 35'  |                       |                |
| Przełęcz Łupkowska – Przełęcz Radoszycka (słow. Laborecký priesmyk)                                         | 684                               | 1 h      |                       |                |
| Przełęcz Radoszycka – przełęcz Beskid nad Czeremchą (słow. Čertižské sedlo)                                 | 581                               | 3 h      |                       | 14,8           |
| Przełęcz Beskid nad Czeremchą – Jałowa Kiczera (słow. Kýčera)                                               | 583                               | 2 h      |                       | 9,9            |
| Jałowa Kiczera – Przełęcz Dukielska (słow. Dukliansky priesmyk)                                             | 500                               | 1 h      |                       | 4,8            |
| Przełęcz Dukielska – Vojenské prírodne múzeum (Skansen wojskowy) – początek właściwego Szlaku Bohaterów SNP | 390                               | 40 '     | – 112                 | 2,8            |
| Vojenské prírodne múzeum – Vyšná Pisaná                                                                     | 360                               | 2 h 10'  | +280/-310             | 8,5            |
| Vyšná Pisaná – Kapišová                                                                                     | 255                               | 1 h 45'  | -105                  | 7              |
| Kapišová – Nižná Jedľová                                                                                    | 290                               | 46'      | +95/-60               | 3,1            |
| Nižná Jedľová – Svidník                                                                                     | 220                               | 1 h 4'   | +70/-140              | 4,4            |
| Svidník – Hora                                                                                              | 456                               | 44'      | +236                  | 2,2            |
| Hora – Ostrý vrch                                                                                           | 590                               | 25'      | +134                  | 1,2            |
| Ostrý vrch – Lazová lúka                                                                                    | 510                               | 1 h 56'  | +300/-380             | 7,1            |
| Lazová lúka – Kurimka                                                                                       | 315                               | 35'      | -195                  | 2,5            |
| Kurimka – Andrejová                                                                                         | 325                               | 2 h 44'  | +430/-420             | 10,3           |
| Andrejová – sedlo (przełęcz) pod Hradským                                                                   | 450                               | 32'      | +125                  | 2              |
| Sedlo pod Hradským – Zborów (słow. Zborov)                                                                  | 335                               | 32'      | -115                  | 2,3            |
| Zborów – Zborów (podgrodzie)                                                                                | 320                               | 26'      | -15                   | 1,8            |
| Zborów (podgrodzie) – pod Magurou                                                                           | 530                               | 49'      | +210                  | 2,9            |
| Pod Magurou – Stebnicka Magura                                                                              | 900                               | 1 h 11'  | +370                  | 1,3            |
| Stebnická Magura – Sedlo Čerešňa                                                                            | 510                               | 50'      | +20/-410              | 3,2            |
| Sedlo Čerešňa – Bardejów-Zdrój (słow. Bardejovské kúpele)                                                   | 350                               | 31'      | -160                  | 2,2            |
| Bardejów-Zdrój – Bardejów (słow. Bardejov)                                                                  | 270                               | 1 h 5'   | +60/-140              | 4,5            |
| Bardejów – Mihaľov                                                                                          | 504                               | 1 h 11'  | 4,6                   |                |
| Mihaľov – Hervartov                                                                                         | 460                               | 1 h 25'  | +126/-170             | 5,8            |
| Hervartov – Žobrák                                                                                          | 893                               | 1 h 14'  | +433                  | 3              |
| Žobrák – Šoltýsova poľana                                                                                   | 880                               | 29'      | +57/-70               | 1,9            |
| Šoltýsova poľana – Bukový vrch                                                                              | 1000                              | 49'      | +170/-50              | 3              |
| Bukový vrch – Chochuľka                                                                                     | 1021                              | 37'      | +141/-120             | 1,7            |
| Chochuľka – sedlo Čergov                                                                                    | 920                               | 43'      | +49/-150              | 2,9            |
| Sedlo Čergov – Zápač                                                                                        | 890                               | 16'      | +20/-50               | 1,1            |
| Zápač – Kalisko rozdroże                                                                                    | 800                               | 28'      | +20/-110              | 1,9            |
| Kalisko rozdroże – Terňa                                                                                    | 375                               | 1 h 15'  | +15/-440              | 7,1            |
| Terňa – Zimná studňa                                                                                        | 470                               | 52'      | +135/-40              | 3,4            |
| Zimná studňa – sedlo Stráže                                                                                 | 450                               | 17'      | +20/-40               | 1,2            |
| Sedlo Stráže – Wielki Szarysz (słow. Veľký Šariš)                                                           | 265                               | 1 h 24'  | +30/-215              | 5,9            |
| Wielki Szarysz – Mały Szarysz (słow. Malý Šariš)                                                            | 280                               | 1 h 19'  | +75/-60               | 5,5            |
| Mały Szarysz – Cemjata                                                                                      | 370                               | 53'      | +150/-60              | 3,4            |
| Cemjata – Čertov kameň (Diabli Kamień)                                                                      | 448                               | 31'      | +93/-15               | 2              |
| Čertov kameň – Radatice                                                                                     | 285                               | 1 h 4'   | +2/-165               | 4,5            |
| Radatice – Ľubovec                                                                                          | 300                               | 45'      | +85/-70               | 4              |
| Ľubovec – Prokopov mlyn (Młyn Prokopa)                                                                      | 387                               | 45'      | +125/-80              | 3,4            |
| Prokopov mlyn – Brezie                                                                                      | 270                               | 1 h 23'  | +83/-200              | 5,7            |
| Brezie – Kysak                                                                                              | 245                               | 1 h 5'   | +75/-100              | 4,5            |
| Kysak – Prielohy                                                                                            | 788                               | 2 h 2'   | +573/-30              | 6,8            |
| Prielohy – sedlo Repy                                                                                       | 810                               | 23'      | +52/-30               | 1,5            |
| Sedlo Repy – Kráľova studňa                                                                                 | 715                               | 35'      | +50/-145              | 2,3            |
| Kráľova studňa – pod Hrešnou                                                                                | 580                               | 1 h 7'   | +75/-210              | 4,6            |
| Pod Hrešnou – Kavečany                                                                                      | 505                               | 21'      | +5/-80                | 1,5            |
| Kavečany – nad Suchou dolinou                                                                               | 382                               | 30'      | +17/-140              | 2,1            |
| Nad Suchou dolinou – Koszyce (słow.Košice) – Čermeľ                                                         | 260                               | 19'      | +8/-130               | 1,3            |
| Koszyce-Čermeľ – Sedlo pod kamenným hrbom (Przełęcz pod Kamiennym Garbem)                                   | 520                               | 1 h 24'  | +300/-40              | 5,2            |
| Sedlo pod kamenným hrbom – Chata (schronisko) Jahodná                                                       | 580                               | 1 h 13'  | +150/-90              | 4,9            |
| Chata Jahodná – Pišiverka                                                                                   | 770                               | 58'      | +230/-40              | 3,4            |
| Pišiverka – Chata Lajoška                                                                                   | 900                               | 27'      | +130                  | 1,5            |
| Chata Lajoška – Idčianske sedlo                                                                             | 950                               | 1 h 9'   | +165/-115             | 4,5            |
| Idčianske sedlo – Golgota                                                                                   | 1060                              | 1 h 3'   | +150/-40              | 4,2            |
| Golgota – Chata Erika                                                                                       | 1140                              | 26'      | +110/-30              | 1,4            |
| Chata Erika – Biely kameň (Biały Kamień)                                                                    | 1115                              | 36'      | +65/-90               | 2,4            |
| Biely kameň – Tri studne                                                                                    | 960                               | 41'      | +35/-190              | 2,8            |
| Tri studne – Kloptáň                                                                                        | 1153                              | 1 h 21'  | +263/-70              | 5,1            |
| Kloptáň – Sedlo Jedľovec                                                                                    | 840                               | 1 h 7'   | +107/-420             | 4              |
| Sedlo Jedľovec – Štós-kúpele                                                                                | 620                               | 1 h 41'  | +210/-430             | 6,3            |
| Štós-kúpele – Štóske sedlo                                                                                  | 785                               | 40'      | +165                  | 2,4            |
| Štóske sedlo – pod Osadníkom                                                                                | 1155                              | 2 h 8'   | +470/-100             | 7,8            |
| Pod Osadníkom – Úhornianske sedlo                                                                           | 999                               | 2 h 22'  | +334/-490             | 8,9            |
| Úhornianske sedlo – Biele skaly                                                                             | 1175                              | 44'      | +186/-10              | 2,6            |
| Biele skaly – sedlo Krivé                                                                                   | 1110                              | 24'      | +45/-110              | 1,5            |
| Sedlo Krivé – Skalisko                                                                                      | 1293                              | 1 h 43'  | +363/-180             | 6,1            |
| Skalisko – sedlo Volovec                                                                                    | 1150                              | 31'      | +27/-170              | 2,1            |
| Sedlo Volovec – przełęcz Súľová                                                                             | 910                               | 2 h 35'  | +230/-470             | 10,4           |
| Przełęcz Súľová – pod Stromišom                                                                             | 1030                              | 1 h 14'  | +290/-170             | 4              |
| Pod Stromišom – Dobšinský vrch                                                                              | 910                               | 2 h 1'   | +280/-400             | 7,6            |
| Sedlo Dobšinský vrch – sedlo Kruhová                                                                        | 940                               | 20'      | +55/-25               | 1,3            |
| Sedlo Kruhová – Dobšinský kopec                                                                             | 860                               | 29'      | +30/-110              | 2              |
| Dobšinský kopec – Voniarky                                                                                  | 925                               | 43'      | +115/-50              | 2,8            |
| Voniarky – pod Hanesovou II                                                                                 | 915                               | 1 h 1'   | +120/-130             | 4              |
| Pod Hanesovou II – Nižná záhrada                                                                            | 1085                              | 52'      | +250/-80              | 2,4            |
| Nižná záhrada – Stará Čuntava                                                                               | 1126                              | 1 h 2'   | +191/-150             | 3,7            |
| Stará Čuntava – pred Čuntavou                                                                               | 1165                              | 10'      | +39                   | 0,6            |
| Pred Čuntavou – przełęcz Besník                                                                             | 994                               | 56'      | +29/-200              | 3,9            |
| Przełęcz Besník – Telgárt                                                                                   | 881                               | 49'      | +37/-150              | 3,4            |
| Telgárt – Kráľova hoľa                                                                                      | 1946                              | 3 h      | + 1065                | 6,3            |
| Kráľova hoľa – Ždiarske sedlo                                                                               | 1473                              | 1 h 53'  | +127/-600             | 7,5            |
| Ždiarske sedlo – Andrejcová-útulňa (schron)                                                                 | 1420                              | 37'      | +67/-120              | 2,4            |
| Andrejcová-útulňa – sedlo Priehybka                                                                         | 1555                              | 50'      | +185/-50              | 3              |
| Sedlo Priehybka – sedlo Priehyba                                                                            | 1190                              | 1 h 13'  | +135/-500             | 3,3            |
| Sedlo Priehyba – Kolesárová                                                                                 | 1500                              | 54'      | +310                  | 2,3            |
| Kolesárová – Oravcová rozdroże                                                                              | 1450                              | 23'      | +40/-90               | 1,5            |
| Oravcová rozdroże – Zadná hoľa                                                                              | 1590                              | 48'      | +200/-60              | 2,7            |
| Zadná hoľa – Sedlo Homôľka                                                                                  | 1575                              | 14'      | +35/-50               | 0,9            |
| Sedlo Homôľka – Ramža (schron)                                                                              | 1260                              | 1 h 47'  | +195/-510             | 6,8            |
| Ramža – Bacúšske sedlo                                                                                      | 1313                              | 43'      | +123/-70              | 2,7            |
| Bacúšske sedlo – Sedlo za Lenivou                                                                           | 1378                              | 45'      | +140/-75              | 2,8            |
| Sedlo za Lenivou – Czertowica (słow. Čertovica) – zajazd                                                    | 1238                              | 28'      | -140                  | 2              |
| Czertowica – Kumštové sedlo                                                                                 | 1530                              | 1 h 23'  | +402/-110             | 3,9            |
| Kumštové sedlo – Králička                                                                                   | 1710                              | 55'      | +270/-90              | 2,4            |
| Králička – Schronisko Štefánika                                                                             | 1730                              | 33'      | +100/-80              | 2              |
| Schronisko Štefánika – Odbicie na Przełęcz Krupową (słow. Krúpovo sedlo)                                    | 1750                              | 17'      | +20                   | 1,2            |
| Odbicie na Przełęcz Krupową – Przełęcz Krupowa                                                              | 1880                              | 23'      | +130                  | 1,1            |
| Przełęcz Krupowa – Demänovské sedlo                                                                         | 1780                              | 16'      | +20/-120              | 0,9            |
| Demänovské sedlo – Chopok, rozdroże                                                                         | 2010                              | 55'      | +280/-50              | 2,6            |
| Chopok, rozdroże – Deresze (słow. Dereše), rozdroże                                                         | 1925                              | 20'      | -85                   | 1,4            |
| Deresze, skrzyżowanie – Sedlo Poľany                                                                        | 1840                              | 43'      | +85/-170              | 2,7            |
| Sedlo Poľany – Poľana                                                                                       | 1890                              | 11'      | +50                   | 0,6            |
| Poľana – Przełęcz Krzyska (słow. Krížske sedlo)                                                             | 1775                              | 16'      | -115                  | 1,1            |
| Przełęcz Krzyska – Kotliská                                                                                 | 1920                              | 28'      | +155/-10              | 1,1            |
| Kotliská – Chabenec                                                                                         | 1955                              | 38'      | +135/-100             | 2,1            |
| Chabenec – Malý Chabenec                                                                                    | 1780                              | 27'      | -175                  | 1,9            |
| Malý Chabenec – Sedlo Ďurkovej                                                                              | 1709                              | 13'      | -71                   | 0,9            |
| Sedlo Ďurkovej – Sedlo Zámostskej hole                                                                      | 1591                              | 42'      | +70/-188              | 2,7            |
| Sedlo Zámostskej hole – Sedlo Latiborskej hole                                                              | 1555                              | 20'      | +15/-51               | 1,4            |
| Sedlo Latiborskej hole – Sedlo pod Skalkou                                                                  | 1476                              | 1 h 4'   | +141/-220             | 4,1            |
| Sedlo pod Skalkou – Košarisko                                                                               | 1680                              | 51'      | +214/-10              | 3              |
| Košarisko – Veľká Chochuľa                                                                                  | 1753                              | 24'      | +93/-20               | 1,4            |
| Veľká Chochuľa – Przełęcz Hiadelska (słow. Hiadeľské sedlo)                                                 | 1099                              | 1 h 25'  | +56/-710              | 5,2            |
| Przełęcz Hiadelska – Sedlo Hadlanka                                                                         | 1140                              | 53'      | +211/-170             | 2,3            |
| Sedlo Hadlanka – Vrchlúka                                                                                   | 1040                              | 1 h 35'  | +180/-280             | 6,2            |
| Vrchlúka – Donovaly                                                                                         | 980                               | 17'      | -60                   | 1,2            |
| Donovaly – Zwoleń (słow. Zvolen)                                                                            | 1403                              | 1 h 12'  | +423                  | 2,2            |
| Zwoleń – Východné (wschodnie) Prašnícke sedlo                                                               | 905                               | 2 h 13'  | +270/-768             | 7,6            |
| Východné Prašnícke sedlo – Rybovské sedlo                                                                   | 1320                              | 1 h 43'  | +525/-110             | 4,7            |
| Rybovské sedlo – Krížna                                                                                     | 1574                              | 45'      | +254                  | 1,1            |
| Krížna – Kráľova studňa, źródło                                                                             | 1340                              | 41'      | -234                  | 2,9            |
| Kráľova studňa, źródło – Kráľova studňa, hotel górski                                                       | 1270                              | 16'      | -70                   | 1,1            |
| Kráľova studňa – Košarisko                                                                                  | 1195                              | 24'      | -75                   | 1,7            |
| Košarisko – Krásny kopec, rozdroże                                                                          | 1130                              | 49'      | +85/-150              | 3,2            |
| Krásny kopec, rozdroże – Malý Šturec                                                                        | 890                               | 1 h 19'  | +100/-340             | 5,3            |
| Malý Šturec – Sedlo Flochovej                                                                               | 1297                              | 2 h 13'  | +647/-240             | 5,1            |
| Sedlo Flochovej – pod Tablou                                                                                | 1152                              | 50       | +15/-160              | 3,5            |
| Pod Tablou – Kordícke sedlo                                                                                 | 1117                              | 35'      | +55/-90               | 2,4            |
| Kordícke sedlo – Vyhnatová                                                                                  | 1283                              | 37'      | +186/-20              | 1,8            |
| Vyhnatová – przełęcz Tunel (słow. Sedlo Tunel, Tunel Görgeiho)                                              | 1150                              | 16'      | -133                  | 1,1            |
| Przełęcz Tunel – Skałka (słow. Skalka)                                                                      | 1160                              | 29'      | +70/-60               | 1,1            |
| Skałka – Krahule                                                                                            | 916                               | 1 h 2'   | +46/-220              | 4,3            |
| Krahule – Kremnické Bane                                                                                    | 784                               | 52'      | +46/-180              | 3,6            |
| Kremnické Bane – Kunešov                                                                                    | 775                               | 48'      | +56/-65               | 3,3            |
| Kunešov – Sedlo pod Vysokou                                                                                 | 902                               | 1 h 8'   | +167/-40              | 4,5            |
| Sedlo pod Vysokou – Bralová skala                                                                           | 826                               | 1 h 19'  | +175/-251             | 5              |
| Bralová skala – Sklenianské lúky                                                                            | 693                               | 28'      | +20/-153              | 1,9            |
| Sklenianské lúky – Chrenovské lazy                                                                          | 770                               | 1 h 46'  | +277/-200             | 6,8            |
| Chrenovské lazy – Štyri chotáre                                                                             | 710                               | 1 h 21'  | +160/-220             | 5,3            |
| Štyri chotáre – pod Stĺpom                                                                                  | 630                               | 45'      | +45/-125              | 3,1            |
| Pod Stĺpom – Žiare                                                                                          | 680                               | 25'      | +50                   | 1,7            |
| Žiare – Čertová dolina, wylot                                                                               | 690                               | 18'      | +40/-30               | 1,2            |
| Čertová dolina, wylot – pod Vyšehradom                                                                      | 710                               | 35'      | +140/-120             | 1,4            |
| Pod Vyšehradom – Vyšehradské sedlo                                                                          | 579                               | 14'      | -131                  | 0,9            |
| Vyšehradské sedlo – Hadviga                                                                                 | 670                               | 57'      | +151/-60              | 3,7            |
| Hadviga – Závozy                                                                                            | 912                               | 1 h 16'  | +332/-90              | 4,1            |
| Závozy – Vrícke sedlo                                                                                       | 666                               | 38'      | +29/-275              | 2,5            |
| Vrícke sedlo – Staré cesty                                                                                  | 830                               | 2 h 12'  | +464/-300             | 7,6            |
| Staré cesty – Fačkovské sedlo                                                                               | 802                               | 10'      | +7/-35                | 0,7            |
| Fačkovské sedlo – Sedlo Javorinky                                                                           | 795                               | 2 h 35'  | +513/-520             | 8,6            |
| Sedlo Javorinky – Čičmany                                                                                   | 655                               | 32'      | -140                  | 2,3            |
| Čičmany – rozdroże pod Strážovem                                                                            | 1050                              | 1 h 23'  | +395                  | 4,6            |
| rozdroże pod Strážovem – Lúka pod Strážovem                                                                 | 1130                              | 14'      | +80                   | 0,5            |
| Lúka pod Strážovem – Sedlo pod Strážovem                                                                    | 1030                              | 12'      | -100                  | 0,8            |
| Sedlo pod Strážovem – Zliechov, góra wsi                                                                    | 630                               | 41'      | -400                  | 2,5            |
| Zliechov, góra wsi – Zliechov                                                                               | 603                               | 10'      | -27                   | 0,7            |
| Zliechov – Košecké Rovné                                                                                    | 538                               | 32'      | -65                   | 2.3            |
| Košecké Rovné – Kopec                                                                                       | 440                               | 2 h 6'   | +302/-400             | 7,9            |
| Kopec – Palúch. rozdroże                                                                                    | 790                               | 59'      | +350                  | 2,3            |
| Palúch, rozdroże – Vápeč                                                                                    | 956                               | 34'      | +176/-10              | 0,7            |
| Vápeč – nad Hornou Porubou                                                                                  | 750                               | 20'      | -206                  | 1              |
| Nad Hornou Porubou – Horná Poruba-Za Hôrkou, przystanek                                                     | 440                               | 35'      | +10/-320              | 2,3            |
| Horná Poruba-Za Hôrkou, przystanek – Omšenská Baba, przełęcz                                                | 600                               | 2 h 2'   | +410/-250             | 7,3            |
| Omšenská Baba, przełęcz – Kamenné vráta (Kamienne Wrota)                                                    | 545                               | 1 h 1'   | +195/-250             | 3,2            |
| Kamenné vráta – Pod Machnáčem                                                                               | 290                               | 41'      | +25/-280              | 2,7            |
| Pod Machnáčem – Trenczyńskie Cieplice (słow. Trenčianské Teplice), park                                     | 268                               | 17'      | +25/-280              | 1,2            |
| Trenczyńskie Cieplice – Pod Čvirigovcem                                                                     | 475                               | 37'      | +207                  | 1,7            |
| Pod Čvirigovcem – Opatovską dolina                                                                          | 407                               | 16'      | +27/-95               | 1              |
| Nad Opatovską doliną – nad Kubrianską dolina                                                                | 440                               | 47'      | +173/-140             | 2,5            |
| Nad Kubrianska dolina – Kubra, kwaśne źródło                                                                | 240                               | 38'      | -200                  | 2,7            |
| Kubra, kwaśne źródło – Trenczyn (słow. Trenčín), rynek                                                      | 211                               | 1 h 4'   | +21/-50               | 4,5            |
| Trenczyn, rynek – Zlatovce, dworzec                                                                         | 205                               | 34'      | +19/-25               | 2,5            |
| Zlatovce, dworzec – Drietoma                                                                                | 242                               | 1 h 41'  | +147/-110             | 6,9            |
| Drietoma – pod Sokolím kameňom (pod Sokolim Kamieniem)                                                      | 630                               | 1 h 32'  | +468/-80              | 4,3            |
| Pod Sokolím kameňom – Machnáč, przełęcz                                                                     | 710                               | 41'      | +140/-60              | 2,5            |
| Machnáč, przełęcz – Machnáč, rozdroże                                                                       | 750                               | 16'      | +55/-15               | 1              |
| Machnáč, rozdroże – Kykula                                                                                  | 720                               | 46'      | +40/-70               | 3,2            |
| Kykula – Pod Vyšovcem (Czechy, CZ)                                                                          | 770                               | 40'      | +145/-95              | 2,3            |
| Pod Vyšovcem – Mikulčín Vrch, CZ                                                                            | 780                               | 29'      | +220/-10              | 2              |
| Mikulčín Vrch – Troják, CZ                                                                                  | 690                               | 26'      | +10/-100              | 1,8            |
| Troják – Lopeník, CZ                                                                                        | 580                               | 16'      | -110                  | 1,1            |
| Lopeník – Obecní háj (czes. Gminny Gaj), CZ                                                                 | 530                               | 33'      | +10/-60               | 2,3            |
| Obecní háj – Březová, CZ, przystanek                                                                        | 585                               | 58'      | +100/-45              | 3,9            |
| Březová, przystanek – Hrabina, CZ, przystanek                                                               | 590                               | 1 h 9'   | +95/-90               | 4,7            |
| Hrabina, przystanek – Kamenná bouda (Kamienna Chata), CZ                                                    | 650                               | 42'      | +90/-30               | 2,8            |
| Kamenná bouda – Wielka Jaworzyna, schronisko Holuby'ego (słow. Holybyho chata)                              | 910                               | 1 h 26'  | +330/-70              | 5,1            |
| Wielka Jaworzyna, schronisko Holuby'ego – Čupec, rozdroże                                                   | 780                               | 1 h 11'  | +85/-215              | 4,8            |
| Čupec, rozdroże – Hrabina                                                                                   | 565                               | 59'      | +40/-255              | 4,1            |
| Hrabina – Myjava                                                                                            | 320                               | 2 h 15'  | +85/-330              | 9,4            |
| Myjava – Polianka                                                                                           | 420                               | 1 h 13'  | +140/-40              | 4,9            |
| Polianka – Bradlo, parking                                                                                  | 500                               | 1 h 38'  | +240/-160             | 6,4            |
| Bradlo, parking – Brezová pod Bradlom, cmentarz – początek Szlaku Generała Štefánika                        | 260                               | 32'      | -240                  | 2,2            |
| Brezová pod Bradlom, cmentarz – Brezová pod Bradlom, rynek                                                  | 260                               | –        | 1,4                   |                |
| Brezová pod Bradlom, rynek – Mladosť (Młodość)                                                              | 270                               | 18'      | +30/-20               | 1,2            |
| Mladosť – Skálie                                                                                            | 405                               | 1 h 33'  | +255/-120             | 6              |
| Skálie – odbicie do zamku Dobra Woda                                                                        | 345                               | 47'      | +60/-120              | 3,2            |
| Odbicie do zamku Dobra Woda – Dobra Woda                                                                    | 248                               | 16'      | -97                   | 1,1            |
| Dobra Woda – Mihalinová                                                                                     | 420                               | 1 h 8'   | +222/-50              | 4,3            |
| Mihalinová – Dolná Raková                                                                                   | 250                               | 1 h 28'  | +30/-200              | 6,2            |
| Dolná Raková – Havrania skala                                                                               | 510                               | 2 h 6'   | +410/-150             | 7,8            |
| Havrania skala – Záruby                                                                                     | 767                               | 52'      | +277/-20              | 2,4            |
| Záruby – pod Ostrým Kameňom (pod Ostrym Kamieniem)                                                          | 350                               | 44'      | +5/-422               | 2,6            |
| Pod Ostrým Kameňom – Brezinky                                                                               | 345                               | 7'       | +15/-20               | 0,4            |
| Brezinky – Červená hora (Czerwona Góra)                                                                     | 435                               | 50'      | +180/-90              | 2,9            |
| Červená hora – pod Čiernou skalou (pod Czarną Skałą)                                                        | 490                               | 16'      | +55                   | 1              |
| Pod Čiernou skalou – Mon Repos                                                                              | 480                               | 33'      | +60/-70               | 2,2            |
| Mon Repos – Amonova lúka (łąka)                                                                             | 560                               | 31'      | +110/-30              | 1,9            |
| Amonova lúka – Uhliská                                                                                      | 570                               | 44'      | +130/-120             | 2,7            |
| Uhliská – Mesačná lúka                                                                                      | 540                               | 14'      | +70                   | 0,8            |
| Mesačná lúka – Vápenná                                                                                      | 752                               | 28'      | +112                  | 1,7            |
| Vápenná – pod Malou Vápennou                                                                                | 430                               | 33'      | -322                  | 2              |
| Pod Malou Vápennou – Sološnická dolina                                                                      | 270                               | 17'      | -160                  | 1,1            |
| Sološnická dolina – Sedlo Skalka                                                                            | 525                               | 53'      | +255                  | 3              |
| Sedlo Skalka – Panské uhliská                                                                               | 600                               | 40'      | +160/-85              | 2,2            |
| Panské uhliská – Hubalová                                                                                   | 535                               | 12'      | +10/-75               | 0,8            |
| Hubalová – Čermák                                                                                           | 590                               | 51'      | +145/-90              | 3,2            |
| Čermák – Skalnatá                                                                                           | 704                               | 34'      | +149/-35              | 1,8            |
| Skalnatá – Sedlo Javorina                                                                                   | 620                               | 46'      | +81/-165              | 3              |
| Sedlo Javorina – Pezinská Baba                                                                              | 527                               | 46'      | +92/-185              | 2,9            |
| Pezinská Baba – Tri kamenné kopce (Trzy Kamienne Kopce)                                                     | 570                               | 1 h 16'  | +173/-130             | 5              |
| Tri kamenné kopce – Kozí chrbát (Kozi Grzbiet)                                                              | 560                               | 1 h 5'   | +140/-150             | 4,3            |
| Kozí chrbát – Salaš (Szałas)                                                                                | 500                               | 45'      | +40/-100              | 3,1            |
| Salaš – Biely kríž (Biały Krzyż)                                                                            | 500                               | 46'      | +75/-75               | 3,1            |
| Biely kríž – Zbojníčka                                                                                      | 410                               | 43'      | +53/-125              | 3              |
| Zbojníčka – Vypálenisko                                                                                     | 380                               | 7'       | -30                   | 0,5            |
| Vypálenisko – Pekná cesta (Piękna Droga)                                                                    | 360                               | 20'      | +20/-40               | 1,4            |
| Pekná cesta – Pod Chlmcom                                                                                   | 320                               | 54'      | +95/-135              | 3,6            |
| Pod Chlmcom – Kamzík (kozica), rozdroże                                                                     | 400                               | 22'      | +90/-10               | 1,3            |
| Kamzík, rozdroże – pri Červenom moste (przy Czerwonym Moście)                                               | 210                               | 35'      | +20/-210              | 2,4            |
| Pri Červenom moste – Bratysława (słow. Bratislava), Mlynská dolina                                          | 150                               | 1 h 16'  | +120/-180             | 5,1            |
| Bratysława, Mlynská dolina – Jezuitské lesy (Lasy Jezuickie)                                                | 335                               | 1 h 23'  | +275/-90              | 5,2            |
| Jezuitské lesy – Švábsky vrch (Szwabski Szczyt)                                                             | 330                               | 17'      | +15/-20               | 1,2            |
| Švábsky vrch – Dúbravska hlavica                                                                            | 350                               | 17'      | +45/-25               | 1,1            |
| Dúbravska hlavica – Devínska Kobyla, rozdroże                                                               | 480                               | 48'      | +160/-30              | 3              |
| Devínska Kobyla, rozdroże – Úzky les (Wąski Las)                                                            | 320                               | 19'      | -160                  | 1,3            |
| Úzky les – Devín, zamek                                                                                     | 145                               | 35'      | +10/-185              | 2,5            |
| Czerwony szlak Nová Sedlica – Krzemieniec – Przełęcz Dukielska                                              |                                   | 26 h 35' |                       | ~90            |
| Szlak Bohaterów SNP                                                                                         |                                   | 174 h 5' |                       | 634            |
| Szlak Generała Štefánika                                                                                    |                                   | 30 h 20' |                       | 117,1          |
| RAZEM |                                   | 231 h    |                       | ~841           |